# Sistema nervoso simpatico
Il sistema nervoso ortosimpatico, detto anche solo simpatico (in latino pars sympathica divisionis autonomici systematis nervosi), ha varie funzioni legate alla generica reazione di attacco o fuga mediata da due neurotrasmettitori: acetilcolina (pre sinaptico) e noradrenalina (post sinaptico).
Si contrappone al parasimpatico, insieme al quale costituisce una parte del sistema nervoso autonomo.
Il suo centro direttivo è situato in due file di neuroni, organizzati in gangli, situati lungo la colonna vertebrale. Dai gangli si diramano fibre che innervano le ghiandole e i muscoli degli organi interni. Il test di Schellong viene utilizzato per valutare la reattività del sistema simpatico.

## Storia ed etimologia
Il nome simpatico deriva dal concetto filosofico di «simpatia» (in greco antico: συμπάθεια?, sympátheia): la capacità di provare simpatia o antipatia nei confronti del mondo era infatti attribuita a tutti gli esseri senzienti, i quali a differenza delle piante erano dotati di sistema nervoso.
Il medico greco Galeno parlava in particolare di uno pneuma psichico, o «spirito animale», che vedeva scorrere appunto attraverso i nervi, e nel quale consistevano la sensazioni veicolate dagli organi di senso fino al cervello. Gli spiriti animali erano dunque i responsabili degli stimoli sensoriali, scaturiti dai rapporti simpatici di attrazione o repulsione con cui essi si relazionavano all'esterno oppure tra di loro.
L'organismo umano era concepito cioè come un microcosmo completo, animato in ogni sua parte da spiriti che ne collegavano insieme le varie parti, così come il macrocosmo era anch'esso pervaso da sottili interconnessioni di natura psichica o sensitiva.
In età moderna il termine simpatico fu quindi ripreso per la prima volta dall'anatomista danese Jacob Winslow (1669-1760) per applicarlo all'attività nervosa, nel suo testo Exposition anatomique de la structure du corps humain.

## Anatomia e caratteristiche
I neurotrasmettitori del sistema simpatico sono acetilcolina (pre sinaptico) e noradrenalina (post sinaptico).
Ha le seguenti caratteristiche:
- Fibre pregangliari corte (colinergiche) e post-gangliari lunghe (adrenergiche). Le fibre pregangliari originano da neuroni collocati nei corni laterali della sostanza grigia spinale a livello del tratto toracico e lombare del midollo spinale (T1-L2), escono dalla radice anteriore del midollo spinale e fanno sinapsi con neuroni che sono in gangli collocati fuori dal midollo spinale ma vicino ad esso costituenti le catene paravertebrali (dx e sx), (le catene paravertebrali sono formate da 2 tipi di catene gangliari diverse: la catena prevertebrale, posta anteriormente ai corpi vertebrali, e laterovertebrale, posta ai lati dei corpi vertebrali); i nervi splancnici si dirigono ai gangli prevertebrali (mesenterici e celiaco) posti frontalmente alla colonna. Le fibre pregangliari sono mielinizzate. Le ghiandole surrenali sono anatomicamente considerate due gangli modificati e sono innervate da assoni pregangliari simpatici i quali attraversano i gangli paravertebrali e celiaco senza fare sinapsi. Le surrenali sono, infatti, gli organi primari della reazione di stress e in caso di pericolo vengono immediatamente stimolate dal simpatico a produrre una miscela "allarmante" di adrenalina (80%) e noradrenalina (20%) 10 volte superiore al normale.

A livello dei gangli laterovertebrali e prevertebrali le fibre pregangliari sinaptano con i corpi cellulari del secondo neurone (postgangliare) da cui partono fibre nervose postgangliari amieliniche che raggiungono gli organi bersaglio.
Altre fibre nervose partendo sempre dai cornetti laterali della sostanza grigia spinale a livello di T1-L3 giungono ai gangli cervicali (superiore medio ed inferiore) dove sinaptano con neuroni postgangliari che vanno ad innervare: occhio, ghiandola lacrimale, ghiandole salivari, vasi, cuore e polmoni.
1. Lunghi assoni post-gangliari (2° neurone) innervano molti tessuti ed organi innervati dal Sistema nervoso parasimpatico (SNP).
2. Dal punto di vista anatomico le ghiandole sudoripare sono simpatiche (cioè innervate da SNS)
3. Le fibre pregangliari simpatiche utilizzano come neurotrasmettitori acetilcolina (su recettore nicotinico) e peptide intestinale vasoattivo (VIP), quelle postgangliari utilizzano noradrenalina (su recettori alfa e beta adrenergici), adrenalina, dopamina e neuropeptide Y.

I neuroni del simpatico si trovano nel tratto toracico e lombare del midollo spinale.
Le ghiandole surrenali, i reni, il fegato, lo stomaco, la milza e il duodeno si trovano sotto il controllo del plesso celiaco.

## Funzioni
Le funzioni del sistema simpatico propriamente detto sono numerose, tutte legate con la reazione di attacco o fuga. 
Il sistema simpatico propriamente detto determina:
- la messa in circolo di catecolamine da parte della midollare del surrene. (La noradrenalina e adrenalina nel circolo sanguigno determinano numerosi effetti tra cui la liberazione di CRH da parte dell'ipotalamo. Il CRH determina il rilascio di ACTH da parte dell'adenoipofisi che stimola la zona fascicolata a mettere in circolo cortisolo, ormone essenziale per l'adattamento allo stress.);
- la dilatazione delle pupille attraverso la contrazione del muscolo dilatatore della pupilla (midriasi);
- la secrezione da parte delle ghiandole lacrimali (senza effetti evidenti);
- il rilassamento del muscolo ciliare e l'accomodazione per la visione lontana;
- l'aumento del volume sistolico del cuore, della sua frequenza e della pressione sanguigna ;
- la dilatazione dei bronchi;
- la dilatazione delle arterie coronariche (coronariodilatazione);
- la dilatazione dei vasi dei muscoli scheletrici;
- la contrazione dei vasi sanguigni periferici;
- la costrizione dei vasi di cute ed organi viscerali (fatta eccezione per cuore e polmoni);
- la minore produzione di saliva vischiosa, ricca di muco
- l'incremento della sintesi di acido cloridrico da parte delle cellule parietali delle ghiandole gastriche, diminuzione della mobilità e stimolazione degli sfinteri nello stomaco;
- la promozione dell'idrolisi del glicogeno (glicogenolisi) e diminuzione della secrezione di bile nel fegato;
- le secrezioni nel pancreas (inibizione);
- la diminuzione della diuresi attraverso la sintesi di renina da parte delle cellule iuxtaglomerulari del rene;
- l'eiaculazione;
- la diminuzione della mobilità intestinale con dei movimenti del tratto gastro-intestinale.